# Нові Садки
Нові Садки — селище в Україні, Криворізькому районі Дніпропетровської області. Населення — 39 мешканців.

## Географія
Селище Нові Садки знаходиться на відстані 1 км від сіл Широке і Новожитомир.

## Населення

### Мова
Розподіл населення за рідною мовою за даними перепису 2001 року:
| Мова       | Кількість | Відсоток |
| ---------- | --------- | -------- |
| українська | 38        | 97.44%   |
| російська  | 1         | 2.56%    |
| Усього     | 39        | 100%     |